# Julia de usucapionibus
La lex Julia de usucapionibus va ser un antiga llei romana establerta per August que podria ser part de la llei Julia de vi privata. Prohibia la usucapió (possessió) de lesoses que s'havien adquirit per mitjà de la força.